# Inntaler Primel
Die Inntaler Primel oder Inntaler Rotdrüsen-Primel (Primula daonensis) ist eine Pflanzenart aus der Gattung der Primeln (Primula) innerhalb der Familie der Primelgewächse (Primulaceae). Sie ist eng verwandt mit der Behaarten Primel (Primula hirsuta).

## Beschreibung
Die Inntaler Primel ist ein ausdauernde, krautige Pflanze und erreicht Wuchshöhen von bis zu 10 Zentimetern. Die oberirdischen Pflanzenteile sind drüsig behaart. Die grundständigen Laubblätter sind beiderseits drüsig behaart und im jungen Zustand gegen die Oberseite eingerollt. Die Drüsen sind groß und rotgelb bis dunkelrot. Die Blätter sind länglich-keilförmig oder lanzettlich-keilförmig, selten verkehrt eiförmig oder rundlich. Sie sind in den Stiel verschmälert. Sie sind 1,5 bis 6 Zentimeter lang, 0,6 bis 1,7 Zentimeter breit und in der vorderen Hälfte fein gezähnt und nie ganzrandig.
Die Tragblätter sind 1 bis 3 Millimeter lang und eiförmig. Die Dolde ist ein- bis siebenblütig. Die zwittrigen Blüten sind fünfzählig mit doppelter Blütenhülle. Die Blütenkrone ist rosa- bis purpurfarben mit einem weißen Schlund und trichterförmig ausgebreiteten, ausgerandeten Kronlappen. Die Kronröhre ist an ihrer Außenseite drüsig behaart., sie ist 6 bis 11 Millimeter lang. Der Kelch ist röhrig-glockig, 2,5 bis 3,5 Millimeter lang mit breit eiförmigen Kelchzipfeln.
Unterscheidungsmerkmale der Inntaler Primel gegenüber der Behaarten Primel:
Die Inntaler Primel besitzt stets rote Drüsen. Ihr Blütenstandsschaft ist in der Regel länger als die Blätter. Die Blütenstiele sind 2 bis 6 Millimeter, der Kelch bis 4 Millimeter lang. Die Kelchzipfel sind kürzer, bis 1,5 Millimeter lang und stumpf.
Die Blütezeit reicht von Juni bis Juli.
Die Chromosomenzahl beträgt 2n = 62, 63 oder 64.

## Vorkommen
Das Verbreitungsgebiet erstreckt sich vom Münstertal im östlichen Graubünden über die Bergamasker Alpen, Adamello und Judikarien bis zum Ortler. In Österreich ist die ehemals im Oberinntal und im Paznauntal verbreitete Inntaler Primel heutzutage ausgestorben. Die Art kommt vorwiegend in der alpinen Höhenstufe in Höhenlagen von 1600 bis 2800 Metern vor. Hier gedeiht sie auf sauren Böden in Krummseggenrasen, auf Schutt und in Silikatfeldern.
Die ökologischen Zeigerwerte nach Landolt et al. 2010 sind in der Schweiz: Feuchtezahl F = 3 (mäßig feucht), Lichtzahl L = 4 (hell), Reaktionszahl R = 2 (sauer), Temperaturzahl T = 1+ (unter-alpin, supra-subalpin und ober-subalpin), Nährstoffzahl N = 2 (nährstoffarm), Kontinentalitätszahl K = 3 (subozeanisch bis subkontinental).

## Belege